# Ingrid Fuzjko Hemming
Ingrid Fujiko Hemming, auch Fujiko Hemming イングリット・フジコ・ヘミング, japanischer Name 大月フジコ (* 5. Dezember 1932 in Berlin; † 21. April 2024) war eine schwedische klassische Pianistin.

## Leben und Ausbildung
Geboren am 5. Dezember 1932 in Berlin als Tochter einer japanischen Mutter und eines schwedisch-russischen Vaters, aber ausgebildet in Japan, erhielt Hemming als Kind von ihrer Mutter Klavierunterricht.  Ab dem zehnten Lebensjahr nahm sie Unterricht bei Leonid Kreutzer und gab ihr erstes Konzert mit 17 Jahren.
Sie besuchte von der Grundschule bis zum Abitur die Aoyama Gakuin School. Sie schloss darauf an der Tokyo National University of Fine Arts and Music ab und begann ihre berufliche Laufbahn. Hemming erhielt zahlreiche Auszeichnungen, zum Beispiel den NHK-Mainichi Music Concours und den Bunka Radio Broadcasting Company Music Price. Sie ging mit 28 Jahren nach Berlin an das Königliche Musik-Institut Berlin, um sich dort weiterbilden zu lassen.
Während eines Konzerts in Wien im Jahr 1971 verlor sie wegen eines Fieberanfalls das Gehör auf einem Ohr. Sie zog wieder nach Stockholm, um sich dort ärztlich behandeln zu lassen. Danach gab sie viele Konzerte in Europa, bevor sie 1995 wieder nach Japan zurückkehrte.
Eine 1999 gesendete Dokumentation weckte Interesse an ihrer Musik. Ihre darauffolgende CD La Campanella wurde zwei Millionen Mal verkauft.
Im Jahr 2001 spielte Hemming in der Carnegie Hall in New York. Am 9. Juni 2016 gab sie ein Konzert in der Hyogo Performing Arts Center, Grand Hall im japanischen Nishinomiya.

## Aufnahmen
Im Jahr 2008 wurde sie von Domo Records für ihr weltweites Engagement ausgezeichnet. Im Juni 2009 gab Domo Records fünf Titel aus ihrem Repertoire in den USA heraus, einschließlich Echoes Of Eternity, La Campanella, Nocturnes Of Melancholy, Live At Carnegie Hall und das 1. Klavierkonzert von Franz Liszt.
Vier ihrer CDs gewannen den Classical Album of the Year-Preis bei den Japan Gold Disc Awards. (im Jahr  2001: Nocturnes Melancholy by Victor Entertainment)
2009 wurde „Ingrid Fujiko Hemming - The Piano Works“ veröffentlicht.